# Angolská kuchyně

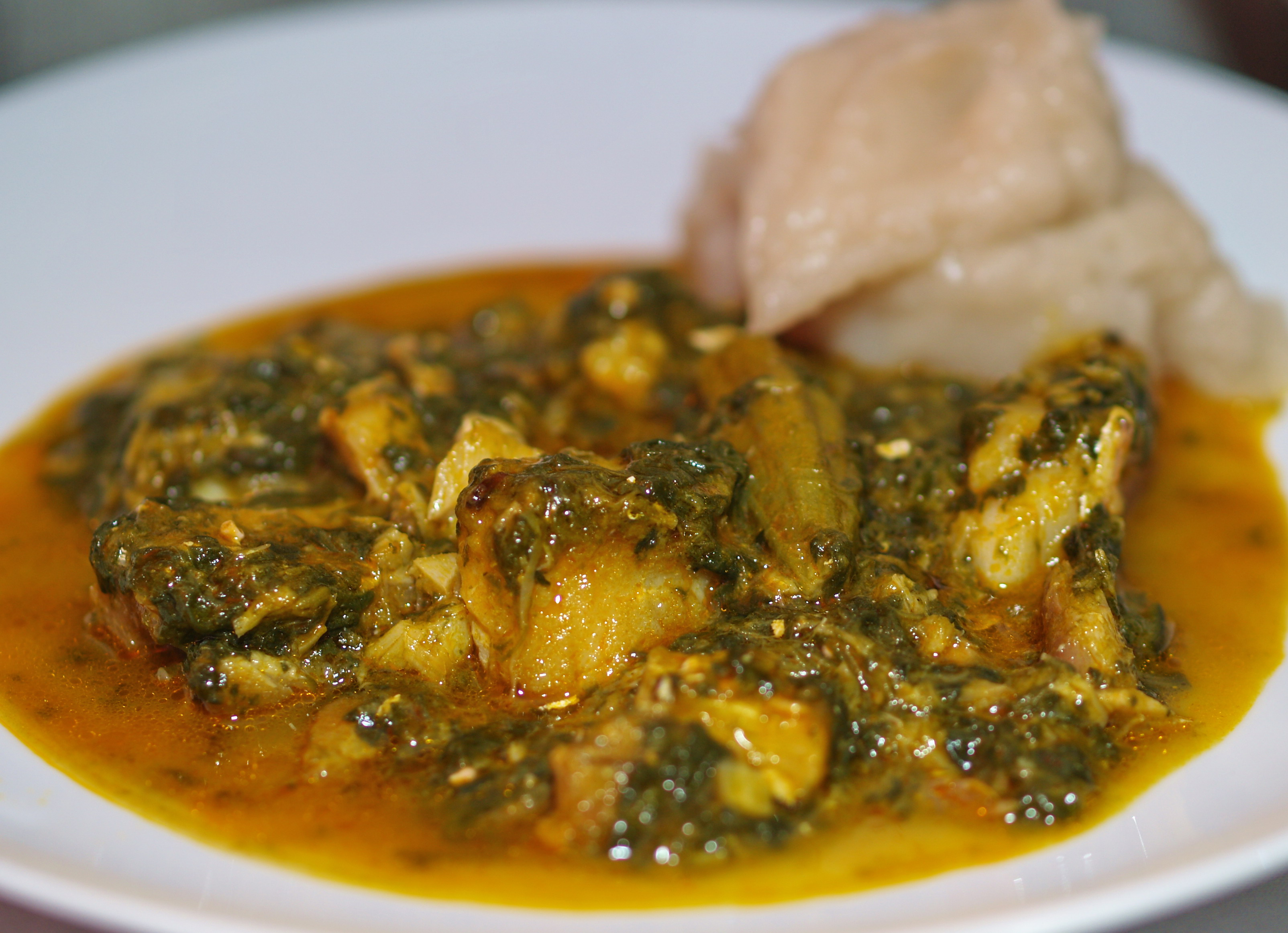
Calulu

Angolská kuchyně byla silně ovlivněna portugalskou kuchyní. Typické angolské jídlo se skládá z masa dušeného v omáčce spolu se zeleninou (například okrou), které se podává spolu s rýží nebo funge (kaše podávaná jako příloha). Díky dlouhému pobřeží Angoly se též používají ryby a mořské plody (například ústřice, krevety a humři).

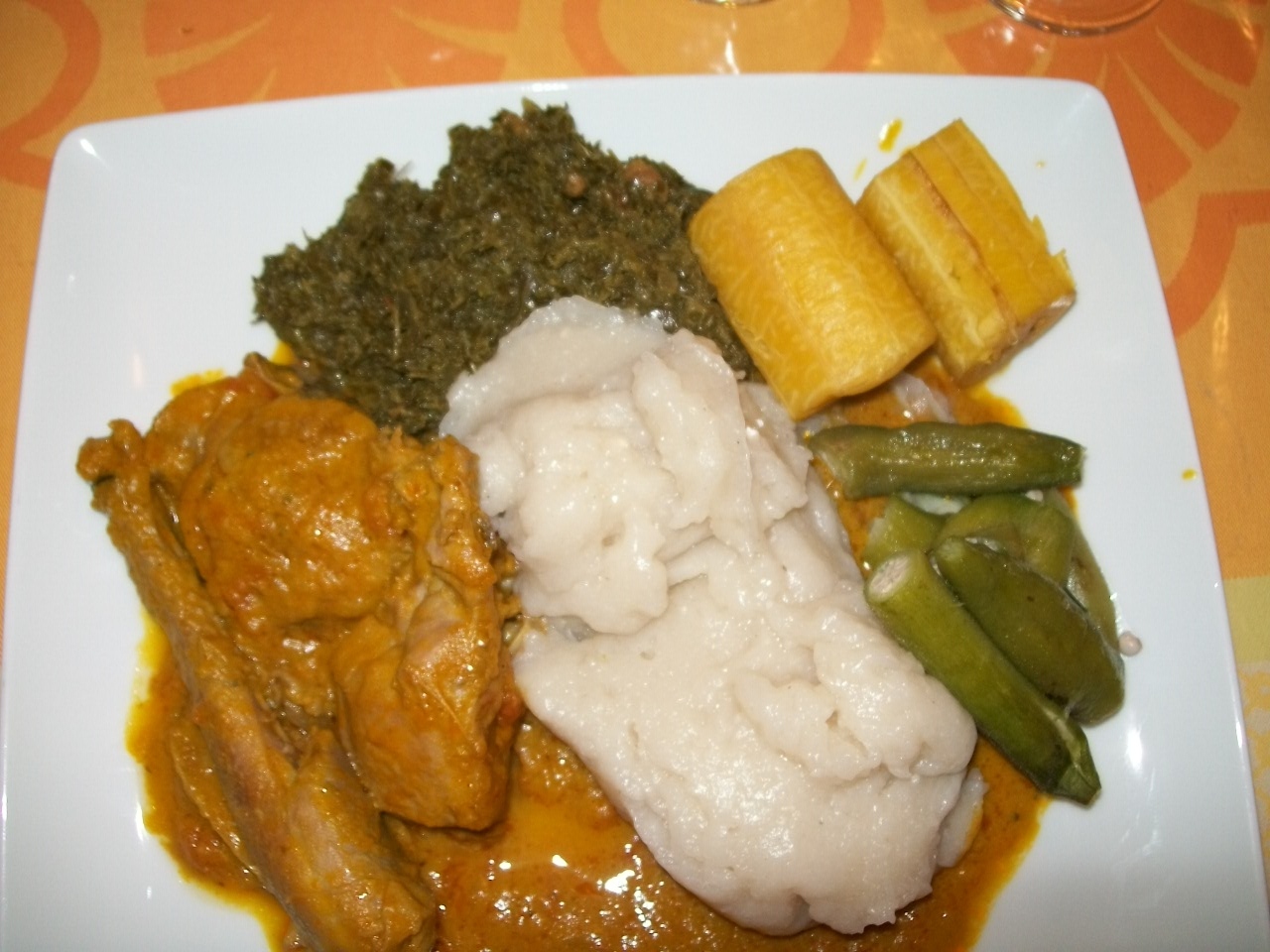
Kuře moambe, funge, okra, špenát a plantainy

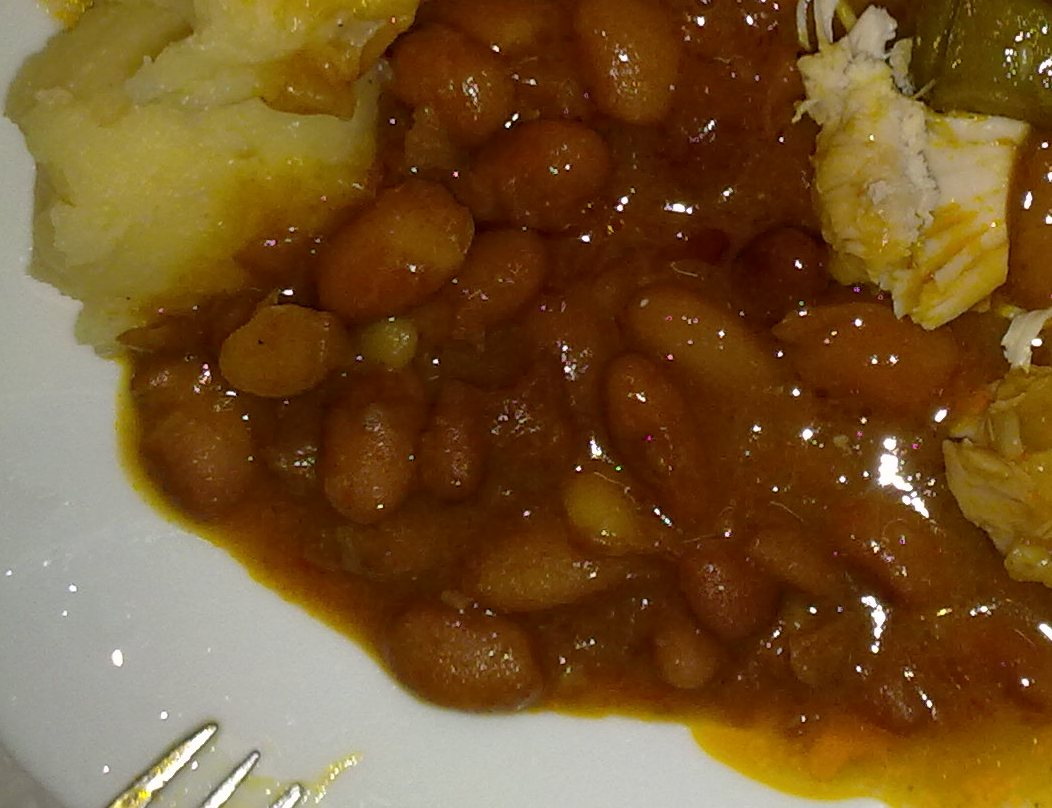
Feijão de óleo de palma

## Příklady angolských pokrmů
Příklady angolských pokrmů:
- Funge, nevýrazná kaše podávaná jako příloha, obvykle vyráběná z manioku
- Calulu, sušené ryby smíchané se zeleninou
- Kuře moambe (v Angole známější pod názvem muamba de galinha), kuřecí maso dušené v omáčce z palmového másla
- Mufete de kacusso, grilované tilapie
- Farofa, pokrm převzatý z brazilské kuchyně. Jedná se o rýži a fazole posypané opečenou maniokovou moukou
- Caldeirada de cabrito, pokrm z dušeného kozího masa, podávaný na den nezávislosti Angoly (11. listopadu)
- Frango peri-peri, grilované kuřecí maso marinované ve velmi pikantní marinádě z chilli
- Feijão de óleo de palma, fazole vařené v palmovém oleji spolu s cibulí a česnekem
- Gafanhotos de palmeira, opečená sarančata
- Mukua, sušené ovoce z baobabu, ze kterého se někdy vyrábí zmrzlina

## Příklady angolských nápojů
- Kussangua, nealkoholický nápoj z kukuřičné mouky[1][2]
- Různé doma dělané pálenky a piva
- Palmové víno
- Pivo